# Bob- und Skeleton-Weltmeisterschaften 2019/Teamwettbewerb
Der Teamwettbewerb bei den Bob- und Skeleton-Weltmeisterschaften 2019 war ein Wettkampf bestehend aus einer Skeletonpilotin, einem Skeletonpiloten, einem Frauen-Zweierbobteam und einem Männer-Zweierbobteam. Alle Durchgänge wurden am 3. März 2019 (Ortszeit) ausgetragen. Diese Art des Wettbewerbs fand zum zehnten und letzten Mal statt. Die Goldmedaille ging dabei zum achten Mal an Deutschland.

## Modus
Im Mannschaftswettbewerb traten im ersten Lauf ein Skeletonpilot, im zweiten Lauf ein Zweierbob der Frauen, im dritten Lauf eine Skeletonpilotin und im vierten Lauf ein Zweierbob der Männer an. Die Ergebnisse dieser vier Läufe wurden addiert.

## Titelträger
| Weltmeister | DeutschlandAxel Jungk Mariama Jamanka, Franziska Bertels Jacqueline Lölling Johannes Lochner, Christian Rasp | 2017 | Königssee |

## Ergebnisse
| Platz | Land                      | Athleten                                | Zeit (s) | Platz | Zeit (min) | Δ (s) |
| ----- | ------------------------- | --------------------------------------- | -------- | ----- | ---------- | ----- |
| 1     | Deutschland               | Christopher Grotheer                    | 53,37    | 5     | 3:31,85    | –     |
| 1     | Deutschland               | Anna Köhler Lisa-Sophie Gericke         | 53,16    | 4     | 3:31,85    | –     |
| 1     | Deutschland               | Sophia Griebel                          | 54,06    | 2     | 3:31,85    | –     |
| 1     | Deutschland               | Johannes Lochner Marc Rademacher        | 51,26    | 1     | 3:31,85    | –     |
| 2     | Kanada                    | David Greszczyszyn                      | 53,02    | 2     | 3:32,00    | 0,15  |
| 2     | Kanada                    | Christine de Bruin Kristen Bujnowski    | 52,92    | 2     | 3:32,00    | 0,15  |
| 2     | Kanada                    | Mirela Rahneva                          | 54,45    | 5     | 3:32,00    | 0,15  |
| 2     | Kanada                    | Nicholas Poloniato Joyce Keefer         | 51,61    | 4     | 3:32,00    | 0,15  |
| 3     | Vereinigte Staaten        | Greg West                               | 53,46    | 6     | 3:32,49    | 0,64  |
| 3     | Vereinigte Staaten        | Brittany Reinbolt Jessica Davisi        | 52,67    | 1     | 3:32,49    | 0,64  |
| 3     | Vereinigte Staaten        | Savannah Graybill                       | 54,15    | 3     | 3:32,49    | 0,64  |
| 3     | Vereinigte Staaten        | Geoffrey Gadbois Kristopher Horn        | 52,21    | 8     | 3:32,49    | 0,64  |
| 4     | Vereinigte Staaten        | Florian Austin                          | 53,27    | 4     | 3:32,88    | 1,03  |
| 4     | Vereinigte Staaten        | Nicole Vogt Sylvia Hoffmann             | 53,48    | 5     | 3:32,88    | 1,03  |
| 4     | Vereinigte Staaten        | Kendall Wesenberg                       | 54,19    | 4     | 3:32,88    | 1,03  |
| 4     | Vereinigte Staaten        | Hunter Curch Blaine McConnell           | 51,94    | 6     | 3:32,88    | 1,03  |
| 5     | Internationales Team IBSF | Marcus Wyatt                            | 53,74    | 9     | 3:33,19    | 1,34  |
| 5     | Internationales Team IBSF | Katrin Beierl Valerie Kaiser            | 53,07    | 3     | 3:33,19    | 1,34  |
| 5     | Internationales Team IBSF | Laura Deas                              | 54,68    | 7     | 3:33,19    | 1,34  |
| 5     | Internationales Team IBSF | Markus Treichl Sebastian Mitterer       | 51,70    | 5     | 3:33,19    | 1,34  |
| 6     | Internationales Team IBSF | Brendan Doyle                           | 53,60    | 8     | 3:36,94    | 5,09  |
| 6     | Internationales Team IBSF | Kori Hol Catherine Medeiros             | 55,91    | 6     | 3:36,94    | 5,09  |
| 6     | Internationales Team IBSF | Madison Charney                         | 55,46    | 9     | 3:36,94    | 5,09  |
| 6     | Internationales Team IBSF | Patrick Baumgartner Mattia Variola      | 51,97    | 7     | 3:36,94    | 5,09  |
| 7     | Kanada                    | Mark Lynch                              | 53,49    | 7     | 3:37,08    | 5,23  |
| 7     | Kanada                    | Alysia Rissling Bianca Ribi             | 57,56    | 8     | 3:37,08    | 5,23  |
| 7     | Kanada                    | Elisabeth Maier                         | 54,50    | 6     | 3:37,08    | 5,23  |
| 7     | Kanada                    | Austin Taylor William Auclair           | 51,53    | 3     | 3:37,08    | 5,23  |
| 8     | Russland                  | Nikita Tregubow                         | 52,92    | 1     | 3:38,41    | 6,56  |
| 8     | Russland                  | Nadeschda Sergejewa Julija Belomestnych | 59,27    | 9     | 3:38,41    | 6,56  |
| 8     | Russland                  | Jelena Nikitina                         | 54,81    | 8     | 3:38,41    | 6,56  |
| 8     | Russland                  | Maxim Andrianow Ilja Malych             | 51,41    | 2     | 3:38,41    | 6,56  |
| 9     | Deutschland               | Axel Jungk                              | 53,13    | 3     |            |       |
| 9     | Deutschland               | Mariama Jamanka Franziska Bertels       | 56,50    | 7     |            |       |
| 9     | Deutschland               | Tina Hermann                            | 53,68    | 1     |            |       |
| 9     | Deutschland               | Nico Walther Philipp Wobeto             | DNS      | DNS   |            |       |